# Hydriomena dada
Hydriomena dada är en fjärilsart som beskrevs av Druce 1893. Hydriomena dada ingår i släktet Hydriomena och familjen mätare. Inga underarter finns listade i Catalogue of Life.